# Sainte-Eulalie (Żyronda)
Sainte-Eulalie – miejscowość i gmina we Francji, w regionie Nowa Akwitania, w departamencie Żyronda.
Według danych na rok 1990 gminę zamieszkiwało 3930 osób, a gęstość zaludnienia wynosiła 434 osób/km² (wśród 2290 gmin Akwitanii Sainte-Eulalie plasuje się na 107. miejscu pod względem liczby ludności, natomiast pod względem powierzchni na miejscu 1132.).